# Enes Vejzović
Enes Vejzović (16. lipnja 1977.) je hrvatski kazališni, televizijski i filmski glumac. Sinkronizirao je lika Zubu u filmu "Madagaskar 2".

## Filmografija

### Televizijske uloge
- "U dobru i zlu" kao Josip "Joco" Praljak (2024. – danas)
- "Kumovi" kao Lovro Krizmanić (2022.)
- "Dar mar" kao Jure Brkljača (2020. - 2021.)
- "Ko te šiša" kao menadžer (2018.)
- "Crno-bijeli svijet" kao Tomica (2016.)
- "Horvatovi" kao Andrija (2015.)
- "Stipe u gostima" kao Spiker/Mirza (2013.)
- "Počivali u miru" kao Danijel Dragun (2013.)
- "Najbolje godine" kao Antun "Tuna" Elezović (2010. – 2011.)
- "Bibin svijet" kao Goran (2006. – 2011.)
- "Periferija city" kao Mile Hrastovina (2010.)
- "Bitange i princeze" kao Karlo Perigal/Šatra (2005.; 2010.)
- "Zakon" kao Zlatan Ibrobegpašić/Superdrvoje (2009.)
- "Sve će biti dobro" kao Vinko Bebić (2008. – 2009.)
- "Dobre namjere" kao Dario Deverić (2007. – 2008.)
- "Kazalište u kući" kao Čvrga (2006.)
- "Luda kuća" kao Zvonko Burek (2006.)
- "Naša mala klinika" kao Nosonja (2005.)
- "Žutokljunac" kao policajac (2005.)
- "Zlatni vrč" kao Robertov pacijent (2004.)

### Filmske uloge
- "Šuti" kao Paulić (2013.)
- "Visoka modna napetost" (2012.)
- "Taxidejo" (2008.)
- "Naši sretni trenuci" (2007.)
- "Živi i mrtvi" kao Ferid (2007.)
- "Pravo čudo" kao Sandi (2007.)
- "Pjevajte nešto ljubavno" kao Siniša (2007.)
- "Crveno i crno" kao mafijaš (2006.)
- "Ne pitaj kako!" kao Saif (2006.)
- "Snivaj zlato moje" kao Mario (2005.)
- "Pušća Bistra" kao Petar "Pero" Petrović (2005.)
- "Duga mračna noć" (2004.)
- "Leti, leti" kao smetlar (2003.)
- "Prezimiti u Riju" kao Mali (2002.)
- "Put u Raj biznis klasom" (2002.)
- "Chico" (2001.)
- "Film" (2000.)
- "Nebo, sateliti" kao srpski vojnik (2000.)
- "Bardo Thodol - Tibetanska knjiga mrtvih" (1999.)

### Sinkronizacija
- "Izbavitelji 2" kao Kršilom, detektiv, vozač vlaka i policajac Zlatko (2018.)
- "Snježno kraljevstvo: Olafova pustolovina" kao Oaken (2017.)
- "Ljepotica i zvijer" kao Maestro Kadenca (2017.)
- "Mali Bigfoot" kao Bigfoot (2017.)
- "Ratchet i Clank" kao najavljivač, inspektobot i g. Zurkon (2016.)
- "Knjiga o džungli 1" kao Buzzie (2016.)
- "Zootropola" kao Jura Hoplić (2016.)
- "Blinky Bill: Neustrašiva koala" kao Sir Klaud (2015.)
- "Priča o igračkama: Noć vještica" kao Borbeni Boro (2014.)
- "Bijeg s planeta Zemlje" kao Rock Supernova (2014.)
- "Asterix: Grad Bogova" kao Centurion (Somniferus) (2014.)
- "Snježno kraljevstvo 1" kao Oaken (2013.)
- "Šetnja s dinosaurima" kao Mrki (2013.)
- "Avioni 1" kao Bravo (2013.)
- "Krš i lom 1, 2" kao Zangief/bradati tata i Grga (2) (2012., 2018.)
- "Pet legendi" kao Uskršnji zec (2012.)
- "Arthur Božić" kao Borna Mraz (2011.)
- "Auti 2" kao Barba Topolino (2011.)
- "Hop" kao Henry O'Hare (2011.)
- "Planet 51" kao Kapetan Charles T. Baker (2009.)
- "Madagaskar 2" kao Zuba [Bernie Mac] (2008.)
- "101 dalmatinac" kao Pongo (2008.)
- "Divlji valovi" kao Tank "Razarač" Evans (2007.)
- "Pčelin film" kao Ken (2007.)
- "Kad krave polude" kao Dag (2006.)
- "Izbavitelji 1" kao Oliver Gorki (2004.)

## Privatni život
Vejzović je u braku s poznatom hrvatskom glumicom Bojanom Gregorić. Par se vjenčao 7. siječnja 2006. godine, nakon dvije godine veze. Vejzović i Gregorić imaju dvoje djece: sina Raula, rođenog u ožujku 2006. godine, i kćer Zoe, rođenu 2010. godine.

## Vanjske poveznice
- Enes Vejzović u internetskoj bazi filmova IMDb-u (engl.)